# Unió Atlètica Rubí
La Unió Atlètica Rubí (UAR) és un club d'atletisme fundat el 1993 a Rubí a partir de la secció d'atletisme del club "Gimnàstic Artístic i Esportiu Rubí" (GAER), que s'havia creat el 1977, i que l'any 1993, per necessitats burocràtiques, es dividí en dues seccions, la de gimnàstica i la d'atletisme, la segona de les quals acabà tenint entitat pròpia com a club d'atletisme, convertint-se en la UAR. La UAR s'encarrega de gestionar l'Escola Municipal d'Atletisme, a les pistes de la zona esportiva de Can Rosés de Rubí, i organitza, entre altres competicions, el Cros de Rubí, des de la seva creació l'any 1979, la Pujada a Sant Muç, des del 1989, i la Milla Urbana de Rubí, des de l'any 2009.